# Domenico Valori
Domenico Valori (Filignano, 8 settembre 1932 – 2 aprile 2006) è stato un politico italiano, eletto nella IV e V legislatura alla Camera dei deputati.

## Biografia
Esponente del Partito Comunista Italiano, di cui è membro del comitato politico federale e della direzione provinciale di Macerata. Viene eletto alla Camera nel 1968, confermando il proprio seggio anche alle elezioni del 1972; conclude il proprio mandato parlamentare nel 1976. Dal 1970 al 1975 è sindaco di Petriolo. 
Muore all'età di 73 anni nell'aprile del 2006.